# لوح بخت نصر

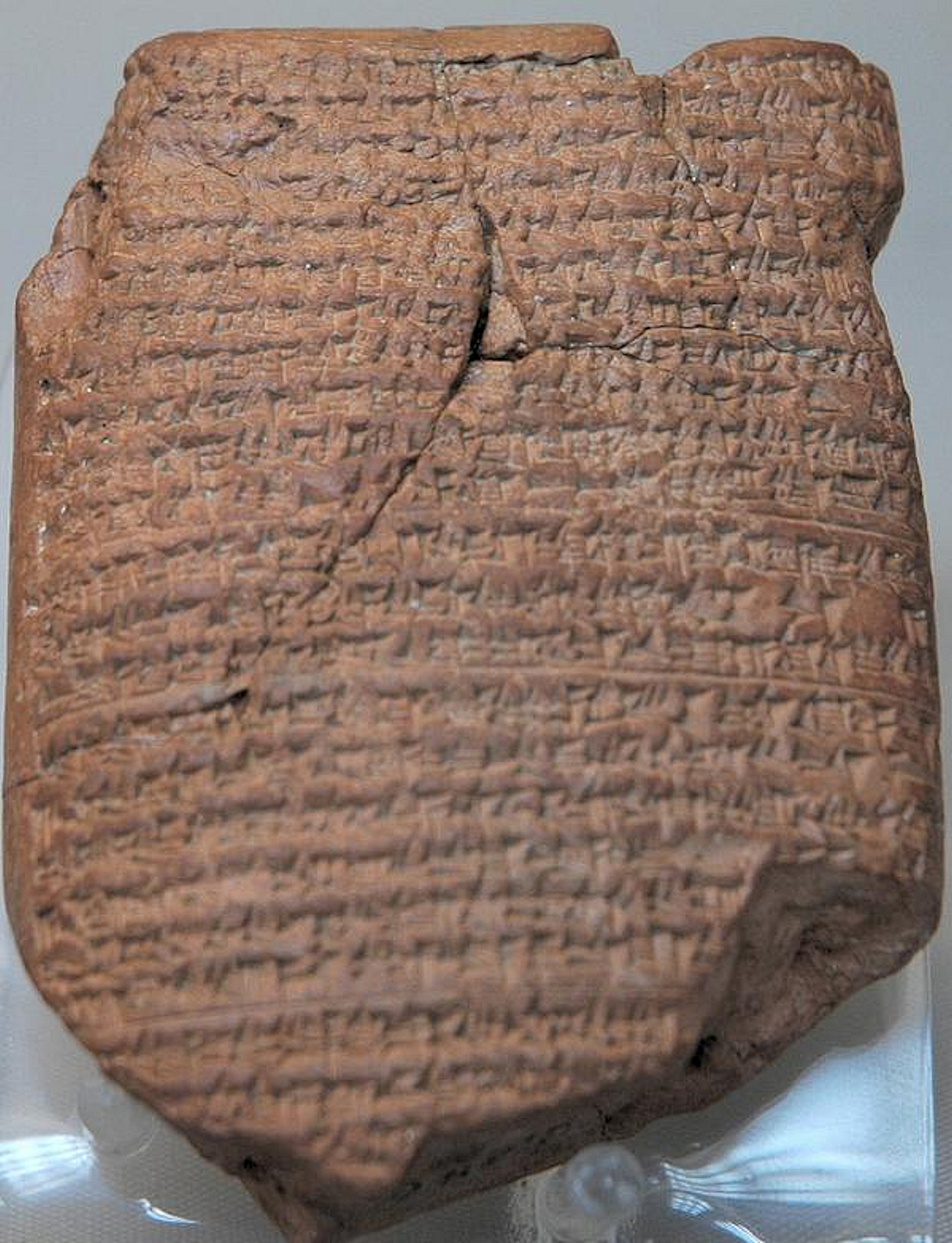
وقایع نگاری بر روی تخت سنگی مرسوم به لوح بخت نصر در موزه بریتانیا

لوح بخت نصر (به انگلیسی: Nebuchadnezzar Chronicle) یک لوح سنگی است که به شرح تاریخ اورشلیم پرداخته است و به بخت النصر پادشاه بابلیان منسوب است. این لوح، حاوی شرح یازده سال نخست حکومت بخت نصر می‌باشد. از جمله محتویات تاریخی این لوح، شرح جزئیات جنگ‌های این پادشاه در غرب می‌باشد. این لوح در موزه بریتانیا نگهداری می‌گردد. این لوح همه تاریخ بخت نصر را پوشش نمی‌دهد و در جایی از بخت نصر به عنوان ولیعهد یاد می‌کند. این لوح در سال ۱۸۹۶ توسط یک فروشنده آثار باستانی از یک حفار ناشناخته خریداری شد و ۶۰ سال بعد برای اولین بار توسط دونالد وایزمن، به سال ۱۹۵۶ رونمایی گردید.

## محتوا
از جمله محتویات این لوح، گزارشی است که از جنگ کرکمیش بیان میکند؛ بر اساس این گزارش، بخت نصر برای جنگ با ارتش مصر، از رودخانه عبور کرده و با این ارتش مصری در محل کرکمیش وارد نبرد شد. نتیجه نبرد نیز شکست مصریان و کشته شدن تمام سپاه مصری حتی فراریان آنان عنوان شده است. در خصوص فتح بیت المقدس، در این لوح نوشته، یادی از بیت المقدس نشده است، تنها از شهر ایاهودو (به انگلیسی: Iaahudu) یاد شده است که به شهر یهودا تعبیر شده است. تواریخ در این خصوص گزارش کرده‌اند که بخت نصر در سال هفت سلطنتش، به عنوان پادشاه بابل، ارتشی را فراهم کرده و به سرزمین هتی (سوریه و فلسطین امروزی) یورش برد. وی شهر یهودا را محاصره کرد و توانست پس از چند روز، شهر را فتح نماید. وی شاه منطقه را به اسارت در آورد و پس از دریافت خراجی بزرگ، لشکریان را به بابل فرستاد. از این اثر تاریخی برای شناخت تاریخ دقیق اولین محاصره اورشلیم استفاده شده‌است. تا پیش از این، منابع سال وقوع این محاصره را ۵۹۷ قبل از میلاد مسیح گزارش کرده بودند، اما پس از کشف اثر، دانشمندانی از جمله آلیرابت، این واقعه را متعلق به سال ۵۹۸ پیش از میلاد دانستند.